# Michel Herland
Pour les articles homonymes, voir Herland.
Michel Herland (né le 8 décembre 1945  à Toulouse) est un économiste, essayiste, historien de l'économie, romancier et poète français.

## Biographie
Michel Herland intègre l'École des hautes études commerciales de Paris et fait partie de sa promotion 1967. Il est ensuite agrégé des techniques économiques de gestion ainsi que docteur ès sciences économiques de l'université Paris-Dauphine en 1974.
Il devient enseignant en économie, et professeur des universités honoraire depuis 2014.
Il est l'ancien vice-recteur de Nouvelle-Calédonie.
Michel Herland est l'auteur de très nombreux articles portant en particulier sur l'histoire des doctrines économiques. Il est directeur du web-journal Mondes francophones.

## Publications

### Ouvrages de sciences économiques
- Keynes, UGE, coll. 10/18, 1981
- Automanuel de macroéconomie, Economica, 1990
- Keynes et la macroéconomie, Economica, 1991
- Le Vietnam en mutation, la Documentation française, 1999
- Macroéconomie - Cours, exercices et corrigés, Economica, 2009

### Essais
Lettres sur la justice sociale à un ami de l'humanité, Le Manuscrit, 2006

### Romans
- L'Esclave, Le Manicou - Lulu.com, 2014
- La Mutine, Andersen, 2018

### Poésie
- Haïkus, Martinique (illustré de photographies), K-éditions, 2018
- Tropiques suivi de Miserere – Tropice urmat de Miserere (bilingue français-roumain, trad. Sonia Elvireanu), préface de Jean-Noël Chrisment, postface de Sonia Elvireanu, Iași, Ars Longa, 2020
- L'Homme qui voulait peindre des fresques, Andersen, 2023